# Wapakoneta, Ohio
Wapakoneta är en stad i Auglaize County i västra Ohio, USA, med 9 474 invånare. Wapakoneta är administrativ huvudort i Auglaize County.

## Kända personer från Wapakoneta
- Neil Armstrong, astronaut
- Dudley Nichols, manusförfattare